# Donald C. Hume
Donald Charles Hume (* 6. September 1907; † Mai 1986 in Brighton, Sussex) war ein englischer Badmintonspieler.

## Karriere
Donald Hume hat an Erfolgen mehrere Siege und Finalteilnahmen bei den drei offenen Meisterschaften der britischen Insel und Irlands in den 1930er Jahren zu verzeichnen. Die All England gewann er neunmal, die Irish Open sechsmal, die Scottish Open viermal und die Welsh International fünfmal. Er repräsentierte als Nationalspieler England ab 1928 20 Jahre lang.

## Sportliche Erfolge
| Saison | Veranstaltung           | Disziplin    | Platz | Name                              |
| ------ | ----------------------- | ------------ | ----- | --------------------------------- |
| 1929   | Welsh International     | Herreneinzel | 1     | Donald Hume                       |
| 1929   | Welsh International     | Herrendoppel | 1     | Donald Hume / Ralph Nichols       |
| 1930   | Berkshire Championships | Herrendoppel | 1     | Frank Hodge / Donald C. Hume      |
| 1930   | Berkshire Championships | Mixed        | 1     | Donald C. Hume / Marian Horsley   |
| 1930   | Irish Open              | Herrendoppel | 1     | Herbert Uber / Donald Hume        |
| 1930   | All England             | Herreneinzel | 1     | Donald C. Hume                    |
| 1930   | Sussex Championships    | Herreneinzel | 1     | Donald Hume                       |
| 1932   | All England             | Herrendoppel | 1     | Donald C. Hume / Raymond M. White |
| 1932   | Irish Open              | Mixed        | 1     | Donald Hume / Betty Uber          |
| 1932   | Irish Open              | Herrendoppel | 1     | Donald Hume / Ralph Nichols       |
| 1932   | Welsh International     | Herrendoppel | 1     | Donald Hume / Raymond White       |
| 1933   | All England             | Herrendoppel | 1     | Donald C. Hume / Raymond M. White |
| 1933   | Scottish Open           | Herreneinzel | 1     | Donald Hume                       |
| 1933   | All England             | Mixed        | 1     | Donald C. Hume / Betty Uber       |
| 1933   | Scottish Open           | Mixed        | 1     | Donald Hume / Betty Uber          |
| 1933   | Welsh International     | Herrendoppel | 1     | Donald Hume / Raymond White       |
| 1933   | Welsh International     | Mixed        | 1     | Donald Hume / Betty Uber          |
| 1934   | All England             | Herrendoppel | 1     | Donald C. Hume / Raymond M. White |
| 1934   | All England             | Mixed        | 1     | Donald C. Hume / Betty Uber       |
| 1934   | Irish Open              | Mixed        | 1     | Donald Hume / Betty Uber          |
| 1935   | Scottish Open           | Herrendoppel | 1     | Donald Hume / Raymond White       |
| 1935   | All England             | Mixed        | 1     | Donald C. Hume / Betty Uber       |
| 1935   | All England             | Herrendoppel | 1     | Donald C. Hume / Raymond M. White |
| 1935   | Scottish Open           | Mixed        | 1     | Donald Hume / Betty Uber          |
| 1936   | Irish Open              | Mixed        | 1     | Donald Hume / Betty Uber          |
| 1936   | All England             | Mixed        | 1     | Donald C. Hume / Betty Uber       |